# 兴隆洼镇
兴隆洼镇是中华人民共和国内蒙古自治区赤峰市敖汉旗下辖的一个镇。
2013年，内蒙古自治区人民政府批复同意撤销宝国吐乡，设置兴隆洼镇。

## 行政区划
兴隆洼镇下辖以下村级行政区划单位：
宝国吐村、宝力格村、嘎岔村、石头井子村、青山村、发甸子村、兴隆洼村、水泉村、大窝铺村、大甸子村、何家窝铺村、沟门子村、莱草沟村、永元号村、东新地村和岗岗村。